# William Giauque
William Francis Giauque (12. května 1895, Niagara Falls, Kanada – 28. března 1982, Berkeley, Kalifornie) byl americký chemik, který v roce 1949 získal Nobelovu cenu za chemii za „příspěvky na poli chemické termodynamiky“. Prakticky celé své vzdělávání a kariéru strávil na Kalifornské univerzitě v Berkeley.

## Biografie
Narodil se v Kanadě, ale jeho rodiče byli Američané, a tak se vrátili zpět do USA. Navštěvoval státní školy převážně v Michiganu. Po smrti jeho otce v roce 1908 se s rodinou přestěhoval zpět do Niagara Falls. Tam vystudoval Niagara Falls Collegiate Institute a začal pracovat v různých elektrárnách, ale nebyl moc úspěšný.
Nakonec ho ale přijala Hooker Electro-Chemical Company v Niagara Falls v New Yorku, kde byl zaměstnán v laboratoři. Práce ho bavila a rozhodl se stát chemickým inženýrem.
Po dvou letech ve firmě začal studovat na Kalifornské univerzitě v Berkeley, kde v roce 1920 získal titul B.S. (Bachelor of Science, bakalář věd). V roce 1922 získal Ph.D. v chemii.
I když se původně chtěl stát inženýrem, začal se pod vlivem Gilberta N. Lewise zajímat o výzkum. Díky svým vynikajícím výsledkům se stal v roce 1922 v Berkeley instruktorem chemie a po několika letech různých stupňů profesury se v roce 1934 stal plnohodnotným profesorem chemie. Do důchodu odešel v roce 1962.
Při práci na Ph.D. se začal zajímat o třetí termodynamický zákon. Hlavním cílem jeho výzkumů bylo pomocí testů dokázat, že tento zákon je základním přírodním zákonem. V roce 1926 vymyslel metodu, pomocí které by šlo pozorovat teploty menší než jeden kelvin. K tomuto účelu vynalezl vlastní magnetický chladič a k absolutní nule se přiblížil blíže, než mnoho vědců považovalo za možné.
Jeho výzkum entropie kyslíku vedl k objevu izotopů kyslíku 17 a 18 v Zemské atmosféře.
V roce 1932 si vzal Muriel Frances Ashleyovou, se kterou měl později dva syny.